# 上田交通5200系電車
上田交通5200系電車（うえだこうつう5200けいでんしゃ）は、かつて上田交通別所線で使用された通勤形電車。モハ5201-クハ5251の1編成2両が在籍していた。

## 概要

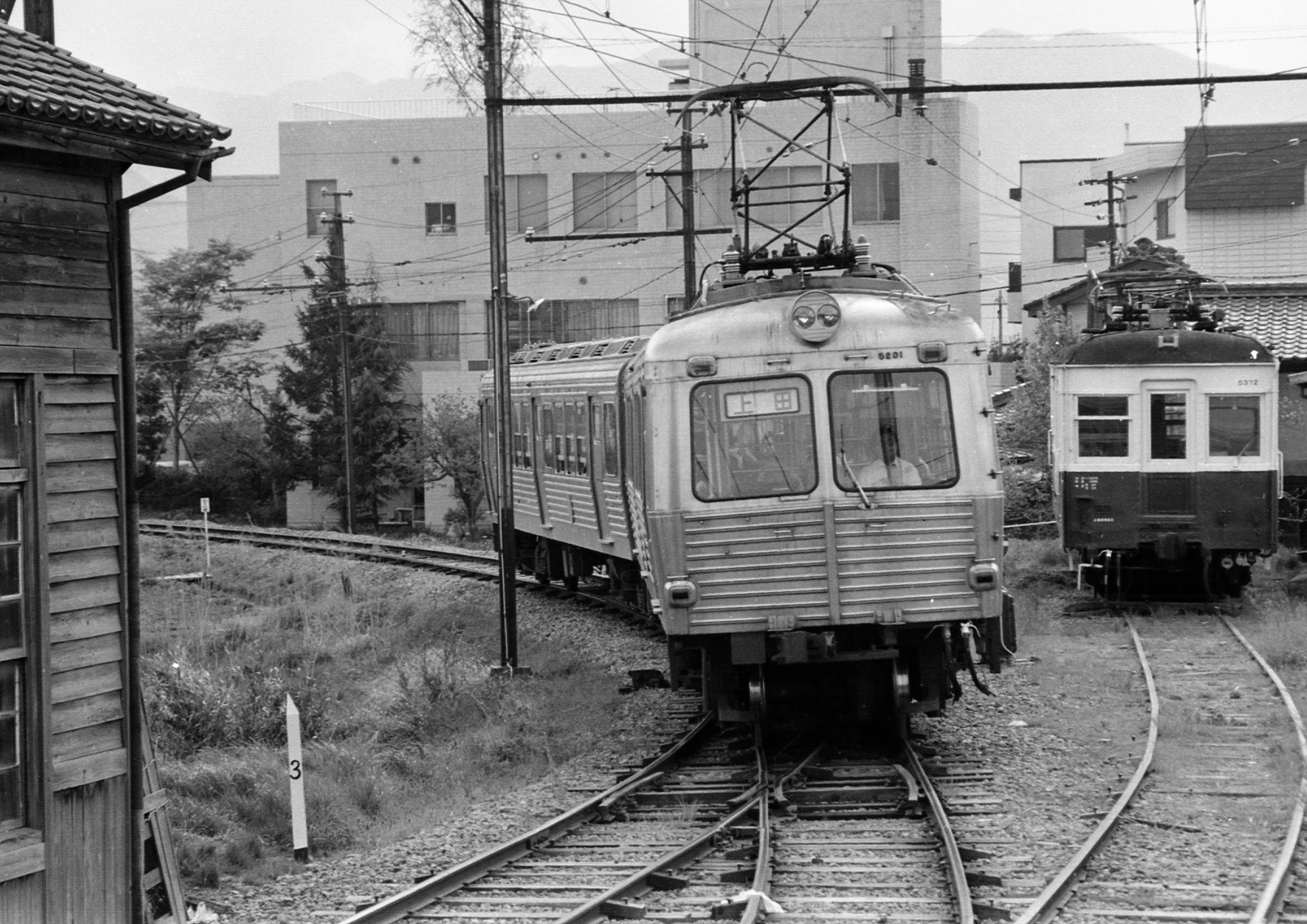
上田原駅に入線するデハ5201

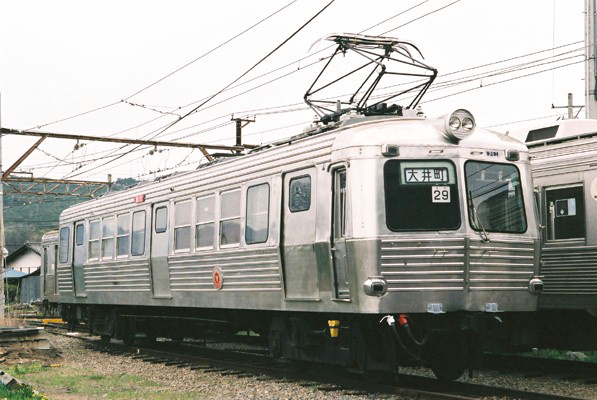
パンタグラフを付けられ、東急時代の姿に復元したクハ5251

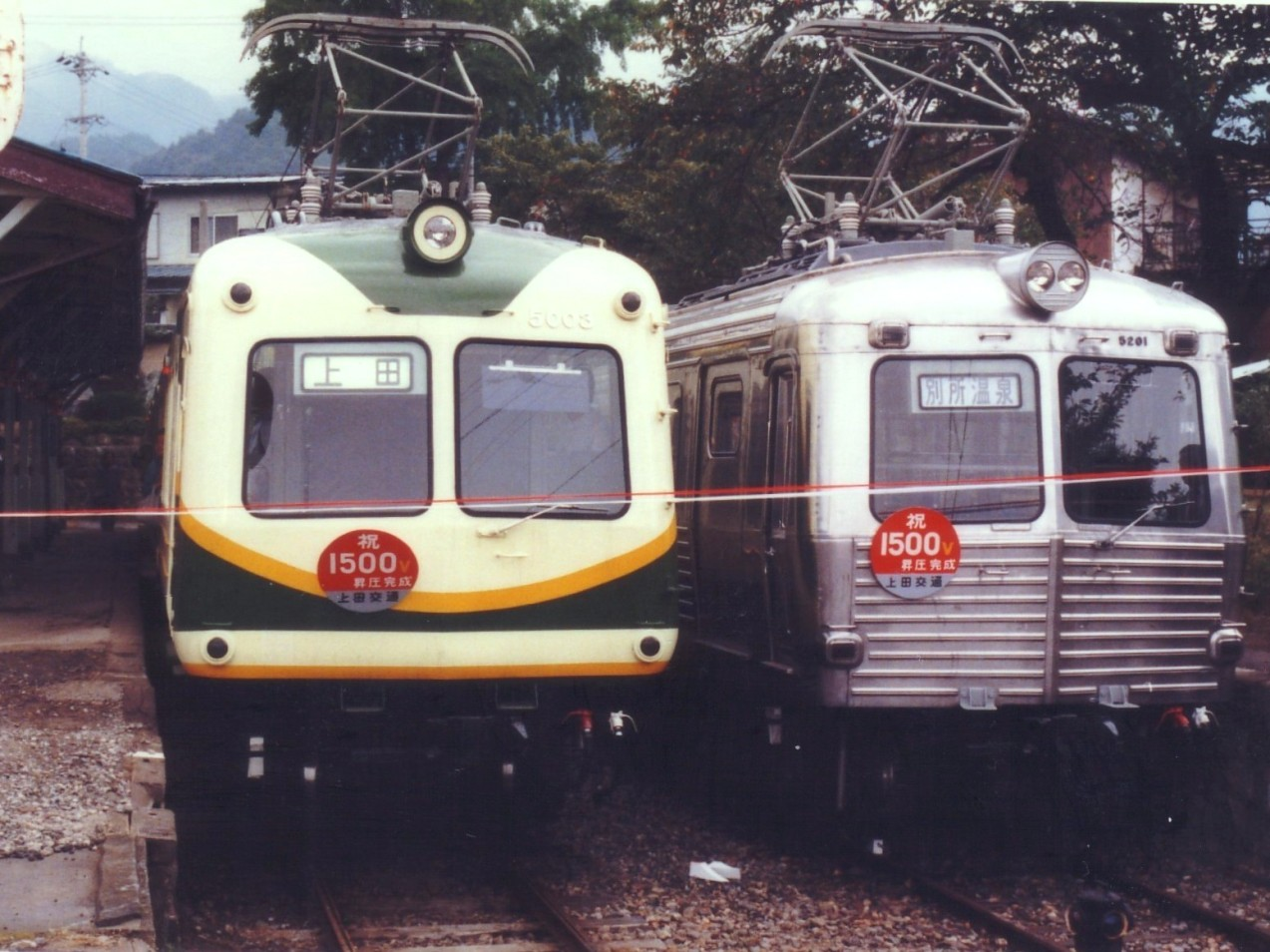
別所温泉駅で出発式を待つ5200系と5000系・1986年10月1日撮影

東急5200系電車のうち制御電動車デハ5200形5201・5202を譲り受けたもの。入線の経歴と改造箇所は5000系と同様で、本系列では5202が電装解除され、クハ5250形5251となっている。5000系と同じく1986年10月1日に営業運転を開始した。5200系は東急時代と同様にステンレス無塗装で使用された。なお導入に際し、5000系・5200系共通の部品取り車として5200系の中間電動車（元東急デハ5211）も上田交通に譲渡されている。
5000系と同様の経緯から、7200系の導入の際に廃車されたが、モハ5201は東急車輛製造で記念物として静態保存され、クハ5251は下之郷駅の車庫で倉庫として使用されている。なお部品取り用の中間車は現在は解体されている。
クハ5251は2006年、イベント用にパンタグラフを装着して東急時代の姿に復元された。このパンタグラフは、上田交通と同じく5000系を譲受した5000形を使用していた松本電気鉄道から譲り受けたものである。

## その他
- 5251という車番は上田交通では2代目となる（初代は本系列導入の前日まで使用されていたモハ5250形のトップナンバー）。
- 上田市の別所線存続プロジェクトチーム「アイプロジェクト」のキャラクター「ゆたんぽくん」は本系列がモデルになっている。